# Пулатов Ергаш Пулатович
Ергаш Пулатович Пулатов (1940, тепер Узбекистан) — радянський діяч, новатор виробництва, машиніст екскаватора рудника «Кальмакир» Алмалицького гірничометалургійного комбінату імені Леніна Узбецької РСР. Член Центральної Ревізійної Комісії КПРС у 1971—1976 роках.

## Життєпис
У 1956—1959 роках — шляховий робітник на Алтин-Топканському гірничометалургійному комбінаті Узбецької РСР.
У 1959—1962 роках — у Радянській армії.
У 1963—1967 роках — помічник машиніста екскаватора на Алтин-Топканському гірничометалургійному комбінаті Узбецької РСР.
Член КПРС з 1965 року.
З 1967 року — машиніст екскаватора рудника «Кальмакир» Алмалицького гірничометалургійного комбінату імені Леніна Узбецької РСР.
Закінчив без відриву від виробництва Алмалицький гірничометалургійний технікум Узбецької РСР.
Потім — на пенсії.

## Нагороди і звання
- орден Трудового Червоного Прапора
- ордени
- медалі